# Wereldkampioenschap superbike van Silverstone 2010
Het wereldkampioenschap superbike van Silverstone 2010 was de tiende ronde van het wereldkampioenschap superbike en het wereldkampioenschap Supersport 2010. De races werden verreden op 1 augustus 2010 op Silverstone nabij Silverstone, Verenigd Koninkrijk.

## Superbike

### Race 1
| Pos | Nr  | Rijder           | Constructeur | Rondes | Tijd        | Grid | Punten |
| --- | --- | ---------------- | ------------ | ------ | ----------- | ---- | ------ |
| 1   | 35  | Cal Crutchlow    | Yamaha       | 18     | 37:47.851   | 1    | 25     |
| 2   | 65  | Jonathan Rea     | Honda        | 18     | +1.621      | 2    | 20     |
| 3   | 91  | Leon Haslam      | Suzuki       | 18     | +11.433     | 5    | 16     |
| 4   | 84  | Michel Fabrizio  | Ducati       | 18     | +15.874     | 3    | 13     |
| 5   | 3   | Max Biaggi       | Aprilia      | 18     | +17.085     | 6    | 11     |
| 6   | 2   | Leon Camier      | Aprilia      | 18     | +17.532     | 16   | 10     |
| 7   | 7   | Carlos Checa     | Ducati       | 18     | +18.250     | 10   | 9      |
| 8   | 52  | James Toseland   | Yamaha       | 18     | +18.938     | 12   | 8      |
| 9   | 67  | Shane Byrne      | Ducati       | 18     | +22.997     | 9    | 7      |
| 10  | 11  | Troy Corser      | BMW          | 18     | +25.830     | 7    | 6      |
| 11  | 76  | Max Neukirchner  | Honda        | 18     | +30.972     | 18   | 5      |
| 12  | 50  | Sylvain Guintoli | Suzuki       | 18     | +31.808     | 11   | 4      |
| 13  | 96  | Jakub Smrž       | Aprilia      | 18     | +32.193     | 4    | 3      |
| 14  | 41  | Noriyuki Haga    | Ducati       | 18     | +33.206     | 15   | 2      |
| 15  | 57  | Lorenzo Lanzi    | Ducati       | 18     | +34.207     | 14   | 1      |
| 16  | 25  | Josh Brookes     | Honda        | 18     | +35.939     | 17   |        |
| 17  | 111 | Rubén Xaus       | BMW          | 18     | +38.282     | 8    |        |
| 18  | 66  | Tom Sykes        | Kawasaki     | 18     | +39.923     | 13   |        |
| 19  | 87  | Akira Yanagawa   | Kawasaki     | 18     | +1:21.620   | 25   |        |
| 20  | 46  | Tommy Bridewell  | Honda        | 18     | +1:21.678   | 24   |        |
| 21  | 8   | Ryuichi Kiyonari | Honda        | 18     | +1:21.793   | 22   |        |
| DNF | 15  | Matteo Baiocco   | Kawasaki     | 13     | Uitgevallen | 23   |        |
| DNF | 95  | Roger Lee Hayden | Kawasaki     | 0      | Ongeluk     | 21   |        |
| DNF | 23  | Broc Parkes      | Honda        | 0      | Ongeluk     | 19   |        |
| DNS | 99  | Luca Scassa      | Ducati       | 0      | Blessure    | 20   |        |

### Race 2
| Pos | Nr  | Rijder           | Constructeur | Rondes | Tijd        | Grid | Punten |
| --- | --- | ---------------- | ------------ | ------ | ----------- | ---- | ------ |
| 1   | 35  | Cal Crutchlow    | Yamaha       | 18     | 37:48.348   | 1    | 25     |
| 2   | 65  | Jonathan Rea     | Honda        | 18     | +2.070      | 2    | 20     |
| 3   | 2   | Leon Camier      | Aprilia      | 18     | +8.834      | 16   | 16     |
| 4   | 91  | Leon Haslam      | Suzuki       | 18     | +13.232     | 5    | 13     |
| 5   | 52  | James Toseland   | Yamaha       | 18     | +13.258     | 12   | 11     |
| 6   | 3   | Max Biaggi       | Aprilia      | 18     | +13.568     | 6    | 10     |
| 7   | 50  | Sylvain Guintoli | Suzuki       | 18     | +13.963     | 11   | 9      |
| 8   | 67  | Shane Byrne      | Ducati       | 18     | +14.432     | 9    | 8      |
| 9   | 96  | Jakub Smrž       | Aprilia      | 18     | +16.399     | 4    | 7      |
| 10  | 7   | Carlos Checa     | Ducati       | 18     | +19.874     | 10   | 6      |
| 11  | 111 | Rubén Xaus       | BMW          | 18     | +26.268     | 8    | 5      |
| 12  | 25  | Josh Brookes     | Honda        | 18     | +28.003     | 17   | 4      |
| 13  | 41  | Noriyuki Haga    | Ducati       | 18     | +28.550     | 15   | 3      |
| 14  | 66  | Tom Sykes        | Kawasaki     | 18     | +30.117     | 13   | 2      |
| 15  | 57  | Lorenzo Lanzi    | Ducati       | 18     | +30.415     | 14   | 1      |
| 16  | 8   | Ryuichi Kiyonari | Honda        | 18     | +58.607     | 22   |        |
| 17  | 95  | Roger Lee Hayden | Kawasaki     | 18     | +1:03.157   | 21   |        |
| 18  | 46  | Tommy Bridewell  | Honda        | 18     | +1:03.298   | 24   |        |
| 19  | 87  | Akira Yanagawa   | Kawasaki     | 18     | +1:20.285   | 25   |        |
| 20  | 15  | Matteo Baiocco   | Kawasaki     | 18     | +1:20.419   | 23   |        |
| DNF | 84  | Michel Fabrizio  | Ducati       | 14     | Uitgevallen | 3    |        |
| DNF | 23  | Broc Parkes      | Honda        | 7      | Ongeluk     | 19   |        |
| DNF | 76  | Max Neukirchner  | Honda        | 6      | Uitgevallen | 18   |        |
| DNF | 11  | Troy Corser      | BMW          | 1      | Ongeluk     | 7    |        |
| DNS | 99  | Luca Scassa      | Ducati       | 0      | Blessure    | 20   |        |

## Supersport
| Pos | Nr  | Rijder             | Constructeur | Rondes | Tijd         | Grid | Punten |
| --- | --- | ------------------ | ------------ | ------ | ------------ | ---- | ------ |
| 1   | 50  | Eugene Laverty     | Honda        | 16     | 34:35.068    | 1    | 25     |
| 2   | 54  | Kenan Sofuoğlu     | Honda        | 16     | +0.220       | 2    | 20     |
| 3   | 4   | Gino Rea           | Honda        | 16     | +12.451      | 6    | 16     |
| 4   | 7   | Chaz Davies        | Triumph      | 16     | +13.683      | 9    | 13     |
| 5   | 127 | Robbin Harms       | Honda        | 16     | +13.839      | 5    | 11     |
| 6   | 117 | Miguel Praia       | Honda        | 16     | +15.699      | 12   | 10     |
| 7   | 14  | Matthieu Lagrive   | Triumph      | 16     | +16.709      | 11   | 9      |
| 8   | 25  | David Salom        | Triumph      | 16     | +17.593      | 10   | 8      |
| 9   | 55  | Massimo Roccoli    | Honda        | 16     | +22.837      | 8    | 7      |
| 10  | 11  | Sam Lowes          | Honda        | 16     | +23.092      | 17   | 6      |
| 11  | 3   | James Westmoreland | Yamaha       | 16     | +31.189      | 15   | 5      |
| 12  | 99  | Fabien Foret       | Kawasaki     | 16     | +32.562      | 13   | 4      |
| 13  | 17  | Billy McConnell    | Yamaha       | 16     | +37.623      | 16   | 3      |
| 14  | 31  | Vittorio Iannuzzo  | Triumph      | 16     | +40.614      | 19   | 2      |
| 15  | 37  | Katsuaki Fujiwara  | Kawasaki     | 16     | +40.762      | 7    | 1      |
| 16  | 8   | Bastien Chesaux    | Honda        | 16     | +54.686      | 22   |        |
| 17  | 21  | Christian Iddon    | Honda        | 16     | +55.198      | 23   |        |
| 18  | 34  | Ronan Quarnby      | Honda        | 16     | +58.957      | 18   |        |
| 19  | 9   | Danilo Dell'Omo    | Honda        | 16     | +1:11.342    | 21   |        |
| 20  | 12  | Ian Lowry          | Yamaha       | 16     | +1:11.723    | 25   |        |
| 21  | 36  | Max Hunt           | Yamaha       | 16     | +1:38.475    | 26   |        |
| 22  | 18  | Mark Aitchison     | Honda        | 16     | +1:41.788    | 20   |        |
| 23  | 10  | Imre Tóth          | Honda        | 15     | +1 ronde     | 28   |        |
| DNF | 110 | Jenny Tinmouth     | Honda        | 9      | Uitgevallen  | 27   |        |
| DNF | 29  | Alex Lowes         | Yamaha       | 0      | Ongeluk      | 14   |        |
| DNS | 44  | Roberto Tamburini  | Yamaha       | 0      | Niet gestart | 4    |        |
| DNS | 26  | Joan Lascorz       | Kawasaki     | 0      | Niet gestart | 3    |        |
| DNS | 5   | Alexander Lundh    | Honda        | 0      | Blessure     | 24   |        |

## Tussenstanden na wedstrijd

### Superbike
| Pos | Nr | Rijder        | Team    | Punten |
| --- | -- | ------------- | ------- | ------ |
| 1   | 3  | Max Biaggi    | Aprilia | 373    |
| 2   | 91 | Leon Haslam   | Suzuki  | 313    |
| 3   | 65 | Jonathan Rea  | Honda   | 243    |
| 4   | 7  | Carlos Checa  | Ducati  | 204    |
| 5   | 35 | Cal Crutchlow | Yamaha  | 188    |

### Supersport
| Pos | Nr | Rijder         | Team     | Punten |
| --- | -- | -------------- | -------- | ------ |
| 1   | 54 | Kenan Sofuoğlu | Honda    | 203    |
| 2   | 50 | Eugene Laverty | Honda    | 186    |
| 3   | 26 | Joan Lascorz   | Kawasaki | 168    |
| 4   | 7  | Chaz Davies    | Triumph  | 126    |
| 5   | 4  | Gino Rea       | Honda    | 83     |

2002 · 2003 · 2004 · 2005 · 2006 · 2007 · 2010 · 2011 · 2012 · 2013